# بهارات الکتریکال
بهارات الکتریکال (به انگلیسی: Bharat Heavy Electricals) شرکت دولتی تجهیزات الکتریکی هندی است، که در زمینه تولید تجهیزات مورد نیاز در ساخت نیروگاه‌ها و انواع توربین‌ها فعالیت می‌کند.
شرکت بهارات الکتریکال در سال ۱۹۶۴ توسط دولت هند تأسیس شد و امروزه طیف وسیعی از تجهیزات الکتریکی مورد نیاز شرکت‌های بزرگ الکتریکی را تأمین می‌کند، که به‌عنوان نمونه: توربین‌های بخار و توربین‌های آبی برای شرکت زیمنس، توربین‌های گازی و آسیاب‌های بادی برای جنرال الکتریک، انواع ترانسفورماتورها و تجهیزات حفاری و سرچاهی برای شرکت نشنال اویل‌ول وارکو تولید می‌نماید.
دفتر مرکزی این شرکت در شهر دهلی نو، هند قرار دارد و بخشی از سهام آن در بازارهای بورس اوراق بهادار بمبئی و بورس اوراق بهادار ملی هند معامله می‌شود.